# Buntownik z wyboru
Buntownik z wyboru (ang. Good Will Hunting) – amerykański dramat obyczajowy z 1997 roku w reżyserii Gusa Van Santa, nagrodzony dwoma Oscarami: za najlepszy scenariusz stworzony przez Bena Afflecka i Matta Damona i najlepszą rolę drugoplanową – psychoterapeuty Seana Maguire'a, w którego wcielił się Robin Williams. Zdjęcia do filmu kręcono w Bostonie i w Toronto.

## Fabuła
Film opowiada historię wybitnie uzdolnionego chłopaka Willa Huntinga (Matt Damon), który jest zatrudniony jako sprzątacz na Massachusetts Institute of Technology (MIT). Pewnego razu rozwiązuje trudne zadanie matematyczne na korytarzu uczelni. Jednak nikt nie domyśla się, że rozwiązanie problemu jest autorstwa młodego sprzątacza. Sam chłopak również się nie przyznaje, lecz przyłapał go profesor Gerald Lambeau. Jest on zszokowany talentem młodzieńca.
Huntinga pod swoje skrzydła bierze profesor Lambeau, nagrodzony za młodu Medalem Fieldsa. Stawia sobie za cel wykorzystać potencjał chłopaka, co jednak nie jest tak proste, jak mu się wydawało. Chłopak woli szwendać się po pubach i uczestniczyć w bójkach, niż rozwiązywać zadania. Matematyk postanawia resocjalizować chłopaka.
Po odrzuceniu Willa przez pięciu psychoterapeutów, pomóc mu decyduje się dawny kolega profesora Lambeau, psychoterapeuta Sean Maguire, który rozpoczyna terapię z nieokrzesanym buntownikiem. Z początku nie przynosi ona zamierzonego efektu i dochodzi do sprzeczek i konfliktów na linii chłopak – psychoterapeuta. Jednak później chłopak docenia jego lekcje, zaczyna rozumieć, a nawet nawiązuje z nim bliską więź.
W międzyczasie skłócony z życiem chłopak zakochuje się w „pięknej, mądrej i wesołej” studentce Skylar, która ma wobec niego poważniejsze zamiary. Will popada we frustrację, jest zdezorientowany. Jego system wartości ulega zmianie i stoi on przed życiowymi decyzjami.
Chłopakiem kierują emocje, nie potrafi wybrać, co jest dla niego najlepsze. Porzuca pracę. Dziewczyna wyjeżdża do Kalifornii studiować na University Of Stanford. Profesor Lambeau chce, aby osiągnął on sukces.
Szczęśliwie, chłopak osiąga równowagę. Wyznacza sobie cel „Chcę spróbować szczęścia z dziewczyną”.

## Tytuł filmu
Oryginalny tytuł filmu Good Will Hunting polega na grze słów. Główny bohater ma na imię William, potocznie Will, a na nazwisko – Hunting. Po angielsku good will znaczy w swobodnym tłumaczeniu „dobra wola”, a hunting – „poszukiwanie”, więc można tytuł przetłumaczyć „W poszukiwaniu dobrej woli” (u Willa Huntinga). Z drugiej strony w tytule znajduje się jednocześnie imię i nazwisko głównego bohatera Good Will Hunting, co bezpośrednio tłumaczy się „Dobry Will Hunting”.

## Obsada
- Matt Damon – Will Hunting
- Robin Williams – Sean Maguire (psychoterapeuta)
- Minnie Driver – Skylar
- Stellan Skarsgård – profesor Gerald Lambeau
- Ben Affleck – Chuckie Sullivan (przyjaciel Willa)
- Casey Affleck – Morgan O’Mally (przyjaciel Willa)
- Cole Hauser – Billy McBride (przyjaciel Willa)
- Alison Folland – studentka MIT
- Scott William Winters – Clark (student MIT)
- George Plimpton – Henry Lipkin (psycholog)
- Rob Lyons – Carmine Scarpaglia
- John Mighton – Tom
- Libby Geller – sprzedawczyni w sklepie z zabawkami
- Colleen McCauley – Cathy
- Harmony Korine – Jerve

## Nagrody
Nagroda Akademii Filmowej 1998
- Oscar dla najlepszego aktora drugoplanowego (Robin Williams)
- Oscar za najlepszy scenariusz oryginalny (Ben Affleck, Matt Damon)

Złoty Glob 1998
- Złoty Glob za najlepszy scenariusz (Ben Affleck, Matt Damon)

Europejska Akademia Filmowa 1998
- nagroda za europejski wkład w światowe kino – Prix Screen International (Stellan Skarsgård)

Amerykańska Gildia Aktorów Filmowych 1998
- najlepszy aktor w roli drugoplanowej (Robin Williams)

Satelity 1998
- najlepszy scenariusz oryginalny (Ben Affleck, Matt Damon)